# Norrbottenspids
 Denne artikel bør gennemlæses af en person med fagkendskab for at sikre den faglige korrekthed.

Norbottenspids (FCI #276) er en lille spidshunderace som stammer fra det nordlige Sverige, specielt i grænseegnene mod Finland. Den er også kendt som nordisk spids.